# Schorndorf
Schorndorf är en stad i Rems-Murr-Kreis i regionen Stuttgart i Regierungsbezirk Stuttgart i förbundslandet Baden-Württemberg i Tyskland. Staden är beläget 26 kilometer öster om Stuttgart, har cirka 41 000 invånare.
Staden ingår i kommunalförbundet Schorndorf tillsammans med kommunen Winterbach.